# Drepanolejeunea pentadactyla
Drepanolejeunea pentadactyla là một loài Rêu trong họ Lejeuneaceae. Loài này được (Mont.) Stephani mô tả khoa học đầu tiên năm 1913.